# Museo di storia naturale (Rotterdam)
Il Museo di storia naturale (in olandese: Natuurhistorisch Museum) è un museo di Rotterdam che ospita principalmente reperti legati alla storia naturale e in particolare al mondo animale. La sede del museo è villa Dijkzigt.

## Storia
Il museo fu fondato nel 1927 nell'attico di una scuola femminile di Rotterdam da Anton Boudewijn van Deinse, zoologo e docente universitario olandese che nei primi anni del '900 racimolò una cospicua collezione di reperti marini.
Il museo fu successivamente costretto dalla crescita della collezione a trasferirsi in una villa sul Mathenesserlaan, nei pressi del museo Boijmans, guadagnando una discreta fama tra gli abitanti di Rotterdam.
Nel 1959 il museo si trasferì nuovamente, stavolta presso un edificio che ospitava una banca a Schiebroek, e infine negli anni '70 fu inserito nel Diergaarde Blijdorp.
Il desiderio di una maggiore indipendenza crebbe nei gestori del museo, pertanto con il supporto del comune fu fondata un'associazione per l'acquisto di villa Dijkzigt, nell'omonimo quartiere di Rotterdam, e si procedette ad una completa ristrutturazione dell'edificio nel 1990.